# John Hamm
Pour les articles homonymes, voir Hamm (homonymie).
Ne doit pas être confondu avec l'acteur Jon Hamm
John Frederick Hamm, député (né le 8 avril 1938) est un médecin et homme politique canadien. Il a été premier ministre de la Nouvelle-Écosse, province atlantique du Canada. Il a annoncé le 29 septembre 2005 qu'il démissionnerait de ses fonctions à partir de la désignation de son successeur à la tête du Parti progressiste-conservateur de la Nouvelle-Écosse. Le 11 février 2006), les délégués au congrès à la direction ont élu Rodney MacDonald comme chef du parti ; il a été assermenté premier ministre de la Nouvelle-Écosse le 24 février 2006, succédant à Hamm.